# Alan Price

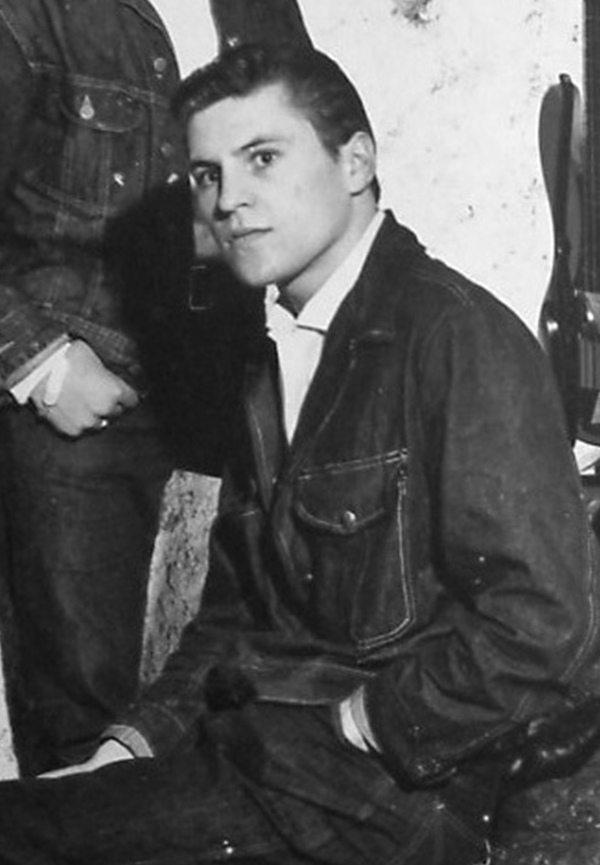
Alan Price mit den Animals, 1964

Alan Price (* 19. April 1942 in Fatfield, County Durham, England) ist ein britischer Sänger, Pianist, Organist, Arrangeur und Komponist.

## Leben und Wirken
Ab dem Alter von acht Jahren bekam Price Musikunterricht für Klavier, Gitarre und Bass. Er spielte zunächst in einigen örtlichen Bands, bis er 1957 in Newcastle die Alan Price Rhythm & Blues Combo gründete. Nachdem Eric Burdon 1962 als Leadsänger dazugekommen war, wurde die Band 1964, weil die Fans die Bühnenshow als „tierisch“ bezeichneten, in The Animals („Die Tiere“) umbenannt. Allerdings nannte Eric Burdon später als Grund für den Namen die Reverenz an einen Kumpel, der „Animal“ Hogg genannt wurde.
In dieser Formation war sein Orgelspiel prägend für den Stil der Band mit den Erfolgen Baby Let Me Take You Home, The House of the Rising Sun, Bring It On Home To Me usw. Die Stilrichtung der Animals war aber mehr Rhythm-&-Blues-orientiert, während Price in seinen Soloprojekten mehr den Pop-/Beat-Stil vertrat. Da sich Price ohne Wissen seiner Bandkollegen als alleiniger Urheber von Songtext und Musik von The House of the Rising Sun bei der englischen Gesellschaft für Verwertungsrechte eintragen ließ, flossen alle Tantiemen nur an ihn.
1965 verließ Alan Price die Animals wegen musikalischer Differenzen und wegen seiner Flugangst. 1966 eroberte er mit seiner neu gegründeten Band Alan Price Set mehrfach die UK-Charts. Stilbildend war das innovative Orgelarrangement seiner Coverversion des Soulklassikers I Put a Spell on You von Screamin’ Jay Hawkins, das 1968 Vincent Crane, den Organisten von Arthur Brown, zu dessen instrumentaler Interpretation dieses Liedes inspirierte.
Danach wandte Alan Price sich dem Fernsehen zu. Er arbeitete an einer Reihe von Fernsehserien mit und lernte dabei Georgie Fame kennen. Die Zusammenarbeit der beiden resultierte 1971 in der LP Fame and Price, Price and Fame, Together und dem Singlehit Rosetta, der 2014 zur Landung am Kometen Tschurjumow-Gerassimenko durch die Tochtersonde von Rosetta von der ESA zitiert wurde. Price schrieb auch die Musik für den Film O Lucky Man, in dem er auch selbst mitspielte.
Seit dem 1973 erschienenen Film Der Erfolgreiche (O Lucky Man!) schreibt Price auch immer mal wieder in unregelmäßigen Abständen Filmmusik, bevorzugt für den Regisseur Lindsay Anderson.
1974 war die Zusammenarbeit mit Georgie Fame beendet, und Price nahm das Soloalbum Between Today and Yesterday auf, das mit Jarrow Song auch einen Singlehit enthielt. 1975 wurde im Fernsehen als eines der ersten Rockpalast-Konzerte ein Auftritt von Alan Price in London mit einem großen Orchester gezeigt.
1988 glückte Price ein erneutes Comeback, als sein Lied Changes vom 1973er O Lucky Man-Soundtrack für einen VW-Werbefilm verwendet wurde, wodurch er wieder einmal in den Charts erschien. Gelegentlich trat er als Gast mit seiner alten Band The Animals auf.
Seit März 2009 tourt Price wieder intensiv durch England.
Unter @alanprice8310 betreibt Price einen eigenen Youtube-Kanal.

## Filmografie (Auswahl)
- 1973: Der Erfolgreiche (O Lucky Man!)
- 1976: Alfie, der liebestolle Schürzenjäger (Alfie Darling)
- 1982: Britannia Hospital
- 1987: Wale im August (The Whales of August)

## Diskografie (Auswahl)

### Alben
- The Price to Play – Decca 1966, Repertoire 1996 (als Alan Price Set)
- A Price on His Head – Decca 1967, Repertoire 1996 (als Alan Price Set)
- The World of Alan Price – Decca 1970
- Fame & Price / Price & Fame / Together – CBS 1971 (mit Georgie Fame)
- O Lucky Man! – Warner 1973 (Soundtrack)
- Between Today and Yesterday – Warner 1974
- Metropolitan Man – Polydor 1975
- Performing Price – Polydor 1975 (Live-Album mit Orchester)
- Shouts Across the Street – Polydor 1976
- Two Of A Kind  – Polydor 1977 (Alan Price & Rob Hoeke)
- The Story Of Alan Price – Polydor 1997 (Compilation)
- Alan Price – United Artists Records 1977
- England My England – Jet Records 1978
- Alan Price – Decca 1980 (Compilation)
- The House Of The Rising Sun – Accord Records 1981
- Travellin' Man – Trojan Records 1986
- Liberty – BMG Records 1989
- Geordie Boy: The Anthology – Castle 2002

### Singles
- Any Day Now – 1965
- I Put a Spell on You – 1966
- Hi-Lili, Hi-Lo – 1966
- Willow Weep for Me 1966
- Simon Smith and His Amazing Dancing Bear – 1967
- The House That Jack Built – 1967
- Shame – 1967
- Don't Stop the Carnival – 1968
- Rosetta – 1971
- Jarrow Song – 1974
- Baby of Mine / Just for You – 1979
- Changes – 1988